# Florian Busch
Florian Busch (* 2. Januar 1985 in Tegernsee) ist ein ehemaliger deutscher Eishockeyspieler, der während seiner Profikarriere ausschließlich für die Eisbären Berlin in der Deutschen Eishockey Liga spielte. Mit den Eisbären gewann er sieben deutsche Meistertitel sowie jeweils einmal die European Trophy und den DEB-Pokal. 

## Karriere

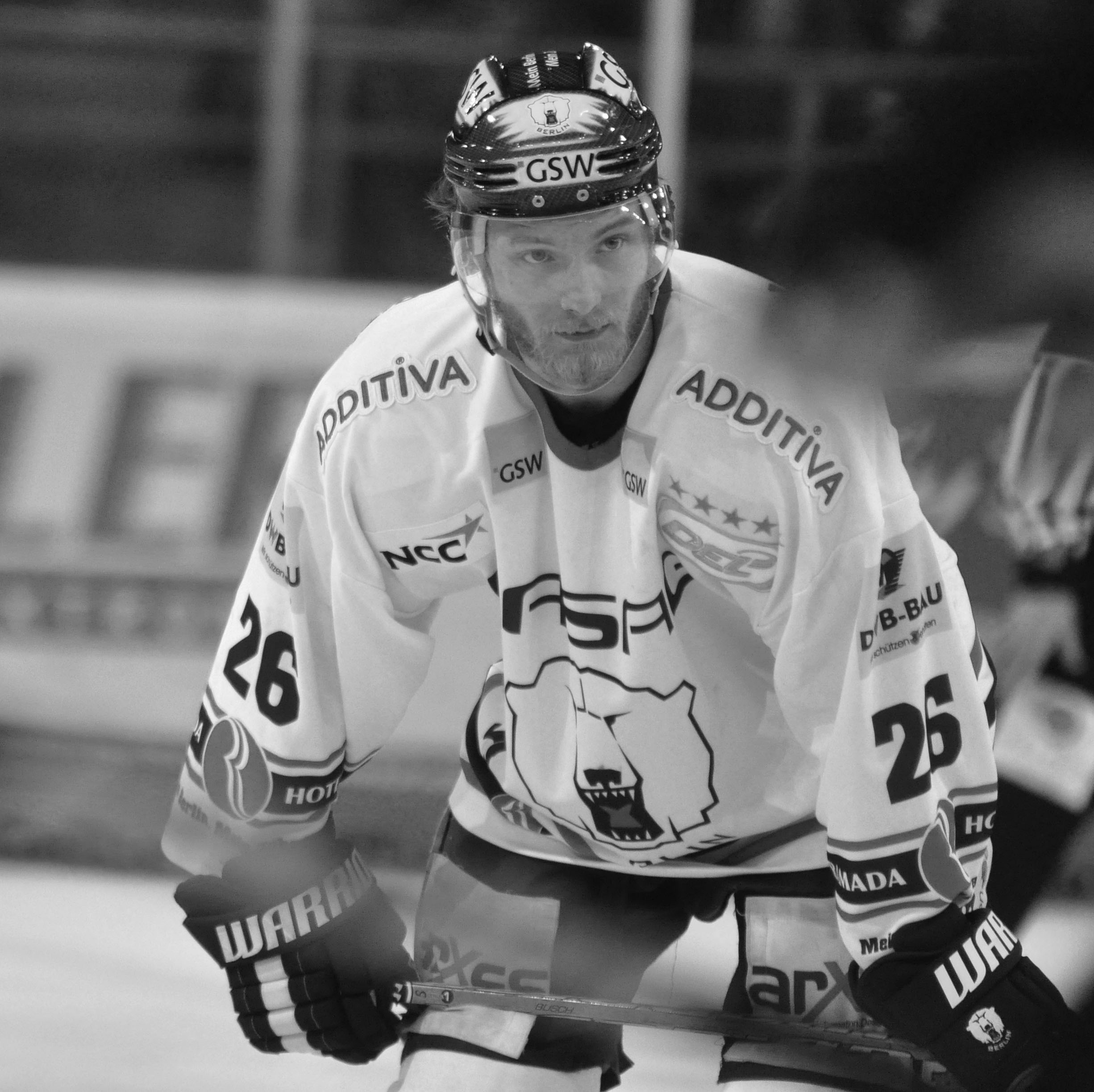
Busch im Trikot der Eisbären Berlin (2012)

Florian Busch begann seine Karriere beim TEV Miesbach im Alter von drei Jahren. Schon früh wechselte er zu den höherklassigen Starbulls Rosenheim, für die er von 2000 bis 2002 in der DNL spielte. Nach einem kurzen Gastspiel bei den Jungadlern aus Mannheim wechselte er zu den Eisbären Berlin. In der
Saison 2002/03 spielte er noch hauptsächlich für den EHC Klostersee, den Förderlizenz-Partner der Eisbären. Von der Spielzeit 2003/04 an kam er fast ausschließlich für die DEL-Mannschaft der Berliner zum Einsatz, mit der er 2005, 2006 und 2008 die deutsche Meisterschaft gewann. In der Saison 2007/08 schoss er das entscheidende Tor in der Verlängerung des vierten Finalspiels gegen die Kölner Haie. Anschließend gewann er auch in den Jahren 2009, 2011, 2012 und 2013 die deutsche Meisterschaft mit den Eisbären Berlin und ist somit siebenfacher deutscher Meister.
Busch absolvierte insgesamt 793 Spiele für die Eisbären und belegt mit 477 Scorerpunkten (152 Tore) Rang vier der Eisbären-Bestenliste. Die Trikotnummer 26, die Florian Busch bei den Eisbären trug, wird ihm zu Ehren in Zukunft nicht mehr vergeben.

### International
In den Junioren-Auswahlen des Deutschen Eishockey-Bundes kam Busch erstmals 2003 bei der U-18-Weltmeisterschaft zum Einsatz. In den folgenden beiden Jahren gehörte er zum Kader der U-20-Auswahl bei den Weltmeisterschaften. 2004 gelang ihm dabei mit dem Team der Aufstieg. 2006 gab er sein Debüt in der A-Nationalmannschaft und bestritt für das Team von Greg Poss und später Uwe Krupp die Olympischen Spiele in Turin und die Division-I-Weltmeisterschaft. Für die Nationalmannschaft absolvierte er insgesamt 43 Länderspiele.

### Verweigerte Dopingprobe
Im März 2008 verweigerte Busch nach einem Spiel der deutschen Nationalmannschaft eine Dopingkontrolle der Nationalen Anti-Doping-Agentur (NADA), was gemäß den Statuten eine Mindestsperre von einem Jahr bedeutet. Busch sah seinen Fehler kurz danach ein und ließ sich einige Stunden später vom Deutschen Eishockey-Bund DEB kontrollieren. Dabei konnte kein Dopingbefund festgestellt werden. Allerdings können Dopingsubstanzen innerhalb weniger Stunden im Körper abgebaut werden, so dass die Richtlinien die Wertung einer verweigerten Dopingprobe als Dopingfall vorsehen. Der DEB sanktionierte das Verhalten, das er als „Dummheit des Spielers“ und als Verfahrensfehler eingliederte, mit 5000 Euro Geldstrafe, 56 Stunden gemeinnütziger Arbeit und einer öffentlichen Verwarnung, was einen Konflikt zwischen NADA und DEB hervorrief, indem unter anderem die NADA ihren Vertrag mit dem DEB kündigte. Der Streit musste vor dem Internationalen Sportgerichtshof CAS geklärt werden.
Da die IIHF die Genehmigung erteilte, spielte Florian Busch auch für die deutsche Nationalmannschaft während der Eishockey-Weltmeisterschaft 2008 in Kanada. Die WADA betrachtete den Fall Busch entgegen einer Meldung des IIHF nicht für abgeschlossen, sondern teilt die Ansicht der NADA, dass die Strafe des DEB nicht ausreiche, sondern das Verhalten Buschs eine Sperre nach sich ziehen müsse. Die DEL reagierte aber nicht, und so konnte Busch weiterspielen.
Am 7. Mai 2008 sperrte das Bundesinnenministerium aufgrund der Missachtung der Sanktionsrichtlinien durch den DEB mit sofortiger Wirkung die Auszahlung der jährlichen Fördergelder in Höhe von 600.000 Euro an den Deutschen Eishockey-Bund (DEB). Zudem hatte es bereits am 18. April beim zuständigen Bundesverwaltungsamt einen entsprechenden Antrag zur Rückforderung von Steuermitteln gestellt.
Im Juni 2009 wurde Busch wegen der Verweigerung der Dopingprobe durch den Internationalen Sportgerichtshof CAS für zwei Jahre gesperrt. Gegen diese Entscheidung legte Busch im Juli 2009 vor der höchsten Schweizer Instanz, dem Schweizer Bundesgericht, Beschwerde ein. Aufgrund der Beschwerde war die Sperre ausgesetzt. Am 6. November 2009 wurde der Beschwerde stattgegeben. Mit der Urteilsbegründung vom 18. Dezember 2009 wurde Busch endgültig freigesprochen. Am 23. Februar 2011 wurde bekannt, dass der erst 26-jährige Busch aus der Nationalmannschaft zurückgetreten ist. DEB-Sportdirektor Reindl erklärte, dass Busch mit den Melderegularien der NADA nicht zurechtkäme und Sorge vor einem weiteren Fehler habe.
In den folgenden Jahren erlitt er mehrere Schädel-Hirn-Traumata und beendete Anfang Januar 2021 offiziell seine Karriere.

## Erfolge und Auszeichnungen
- 2005 Deutscher Meister mit den Eisbären Berlin
- 2006 Teilnahme am DEL All-Star Game
- 2006 Deutscher Meister mit den Eisbären Berlin
- 2008 Deutscher Meister mit den Eisbären Berlin
- 2008 DEB-Pokalsieger mit den Eisbären Berlin[16]
- 2009 Deutscher Meister mit den Eisbären Berlin
- 2010 European Trophy Gewinner mit den Eisbären Berlin[17]
- 2011 Deutscher Meister mit den Eisbären Berlin
- 2012 Deutscher Meister mit den Eisbären Berlin
- 2013 Deutscher Meister mit den Eisbären Berlin

## Karrierestatistik
(Legende zur Spielerstatistik: Sp oder GP = absolvierte Spiele; T oder G = erzielte Tore; V oder A = erzielte Assists; Pkt oder Pts = erzielte Scorerpunkte; SM oder PIM = erhaltene Strafminuten; +/− = Plus/Minus-Bilanz; PP = erzielte Überzahltore; SH = erzielte Unterzahltore; GW = erzielte Siegtore; 1 Play-downs/Relegation; Kursiv: Statistik nicht vollständig)